# Ross Anderson (Informatiker)

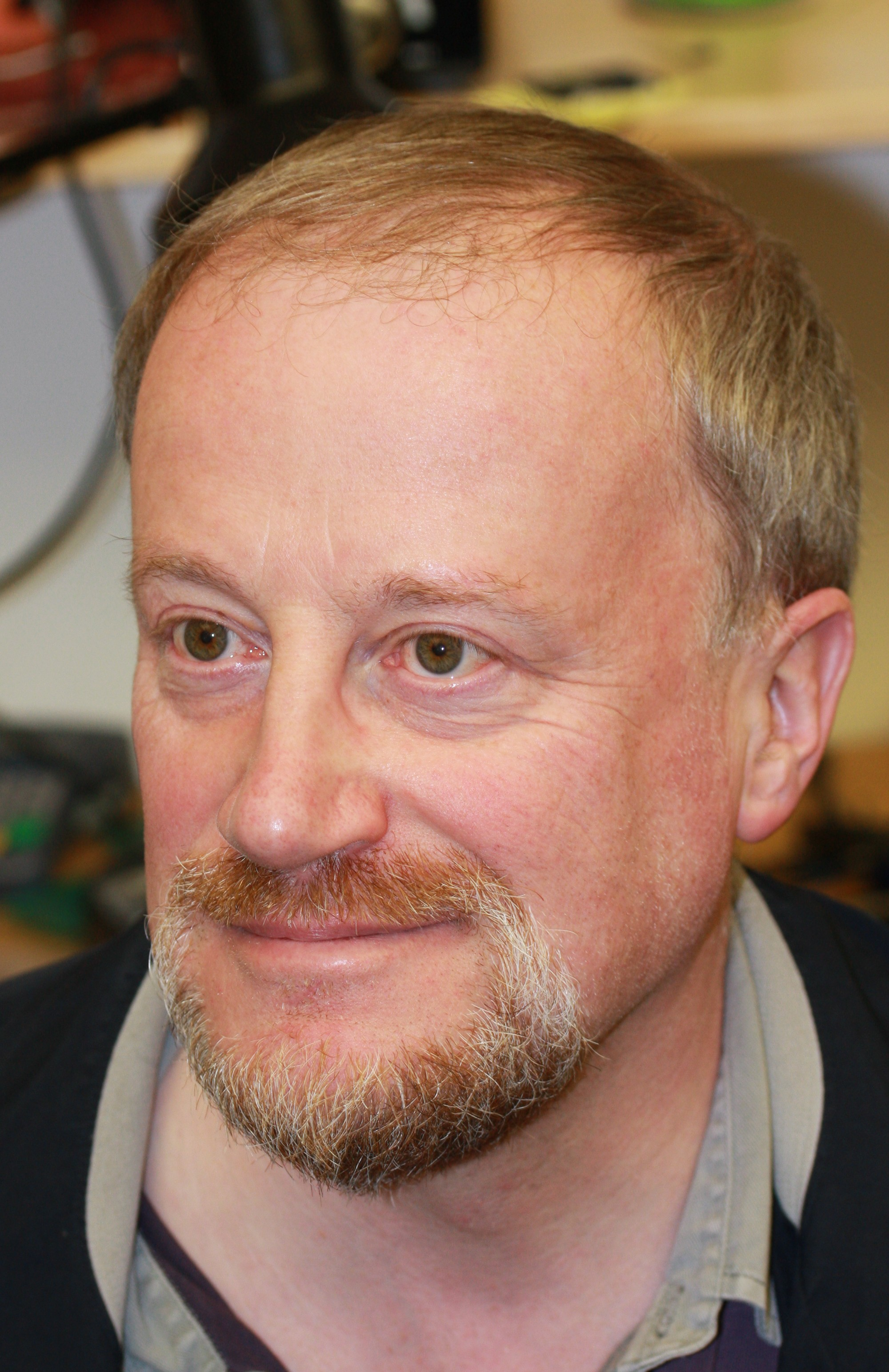
Ross Anderson, 2008

Ross John Anderson (* 15. September 1956; † 28. März 2024 in Cambridge) war ein britischer Forscher, Buchautor und Berater für Sicherheitstechnik. Er war Professor am Institut für Informatik (Computer Laboratory) der University of Cambridge, wo er in der Forschungsgruppe Computersicherheit aktiv war, und Senior Research Fellow am Churchill College.
Zusammen mit Eli Biham entwarf er den Tiger-Hashalgorithmus. Die Blockchiffre Serpent entwickelte er gemeinsam mit Eli Biham und Lars Knudsen. Anderson entwarf auch die Stromchiffre Pike.
Er entdeckte Schwächen in vielen kryptografischen Algorithmen und Sicherheitssystemen.

## Leben
Anderson absolvierte die High School of Glasgow. Am Trinity College (Cambridge) studierte er ab 1974 Mathematik und Naturwissenschaften. Nach eigenen Angaben war er in seinem ersten Studienjahr als Entwicklungsingenieur für Ferranti in der Avionik-Branche tätig. Nach seinem Bachelor 1978 reiste er zunächst durch die Welt und war später als selbstständiger Berater tätig, bevor er 1992 für eine Doktorarbeit unter der Betreuung von Roger Needham an die Uni Cambridge zurückkehrte. 1995 wurde Anderson zum PhD promoviert und erhielt eine Stelle als Lecturer.
Anderson starb im März 2024 in seinem Haus in Cambridge.

## Preise und Auszeichnungen
2009 wählten ihn sowohl die Royal Academy of Engineering als auch die Royal Society zum Fellow. 2015 wurde Anderson mit der Lovelace Medal ausgezeichnet, 2016 erhielt er den Pioneer Award der Electronic Frontier Foundation und 2023 wurde er in die Royal Society of Edinburgh gewählt.